# Ambassade d'Algérie en Pologne
L'ambassade d'Algérie en Pologne est la représentation diplomatique de l'Algérie en Pologne, qui se trouve à Varsovie, la capitale du pays.
L’Ambassadeur d’Algérie à Varsovie est également accrédité en République d’Estonie, en République de Lituanie et en République de Lettonie.

## Histoire

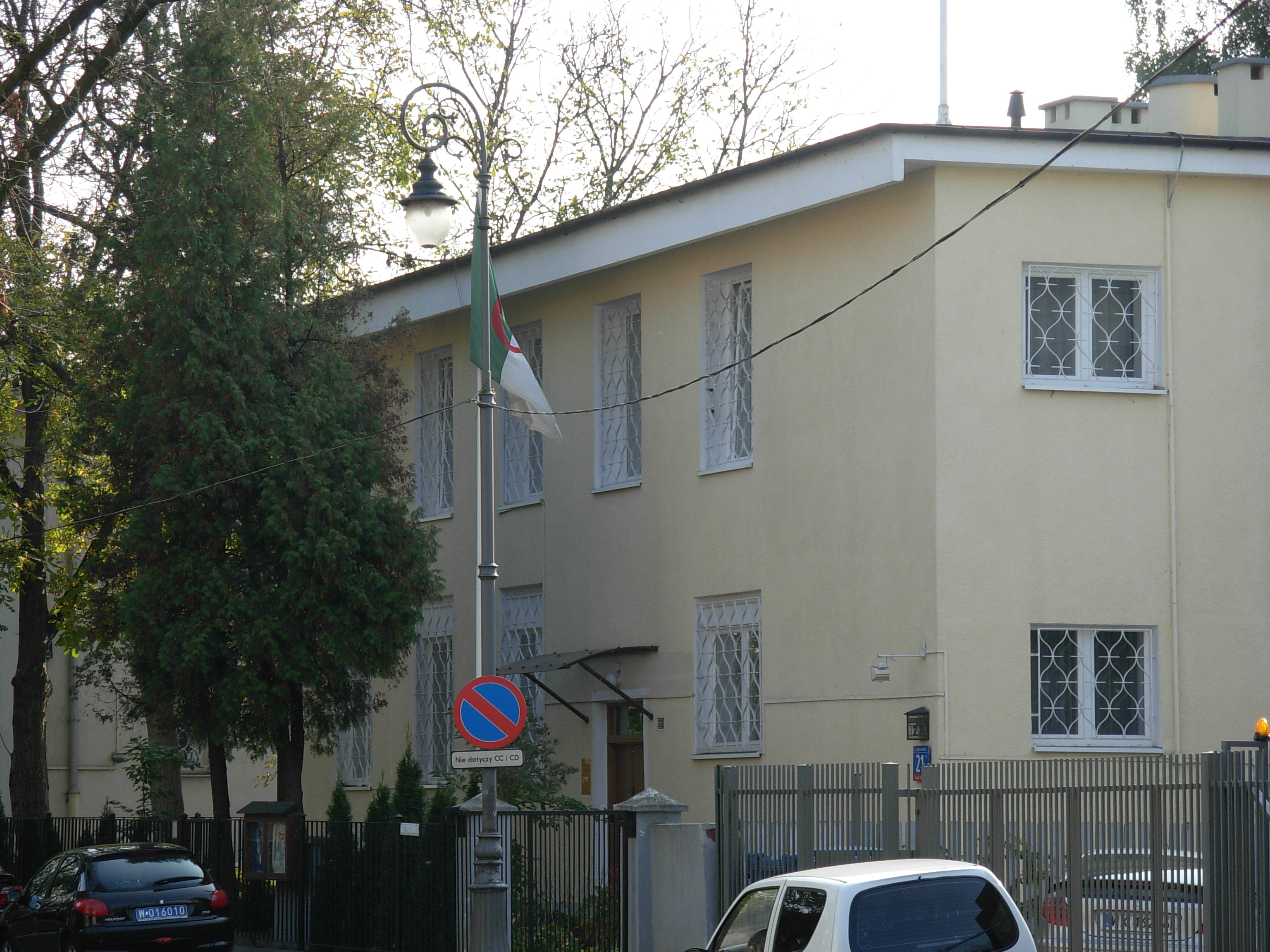
Le siège de l’ambassade d’Algérie en 1972-2016 à ul. Dabrowiecka 21.

Après avoir établi des relations diplomatiques en 1962, une ambassade basée à Prague a été accréditée en Pologne. En 1971, elle a pris ses fonctions en tant qu’installation à Varsovie, d’abord à l’Hôtel européen à ul. Krakowska Suburb 13 (1971), puis logé dans une villa à partir de 1930 à ul. Willowa 5 (1971), ul. Dąbrowiecka 21 (1972–2016). En avril 2016, il a été transféré dans un bâtiment situé au 10, rue Ignacy Krasicki, où se trouvait auparavant l’ambassade de Croatie (1996-2004).

## Ambassadeurs d'Algérie en Pologne
- Abdelkader Khamri (2004-2014)[3]
- Salem Ait Chabane : ??? - 2019[4]
- Salah Lebdioui : depuis 2019

### Membres de l'Ambassade
| Nom                     | Fonction                                            |
| ----------------------- | --------------------------------------------------- |
| Salah Lebdioui          | Ambassadeur                                         |
| Karima Ameur            | Première Secrétaire                                 |
| Mohamed Boukerch        | Deuxième Secrétaire                                 |
| Mohammed Lamine Ouahabi | Chargé des Affaires Consulaires                     |
| Karima Ghermoul         | Chargée des Affaires Administratives et Financières |